# Menhir de Zschoppach
Le menhir de Zschoppach (en allemand : menhir von Zschoppach), connu également sous les noms de « Rugestein » et de « Ruhestein », est un mégalithe datant du Néolithique situé près de la commune de Grimma, en Saxe (Allemagne).

## Situation
Le menhir est situé à environ seize kilomètres à l'ouest de Grimma, à Zschoppach (une localité (Ortschaft (de)) de Grimma) ; il se dresse sur le versant sud-est d'une colline.

## Description
Il s'agit d'un monolithe constitué de quartzite mesurant 1,80 m de hauteur pour une largeur maximale de 0,60 m et une profondeur de 35 cm.

## Histoire
Selon une légende locale, un trésor fut enterré au pied du menhir pendant la guerre de Trente Ans.